# Арутюнянц, Пётр Георгиевич
Пётр Гео́ргиевич Арутюня́нц (1892, Елизаветполь, Российская империя — 29 августа 1938, расстрельный полигон «Коммунарка») — начальник строительства и первый директор Бобриковского химкомбината в г. Бобрики (ныне Новомосковск Тульской области). Расстрелян в 1938 году, реабилитирован посмертно.

## Биография
Родился в 1892 году в г. Елизаветполь Елизаветпольской губернии (ныне г. Гянджа, Азербайджан) в армянской семье.
Окончил Бакинское коммерческое училище и Московский коммерческий институт (ныне Российская экономическая академия им. Г. В. Плеханова). Член РСДРП(б) с 1915 года.
В октябре 1917 года студентом участвовал в захвате власти большевиками в Москве, председатель следственной комиссии Замоскворецкого ВРК. Политический деятель П. Г. Добрынин об Арутюнянце: «Энергия Арутюнянца спит только тогда, когда спит Арутюнянц.» В ходе боёв октября 1917 года после гибели П. Г. Добрынина возглавил замоскворецкий отряд Красной гвардии.
В 1918 году избран депутатом Замоскворецкого Совета рабочих и красноармейских депутатов, работал заместителем председателя, начальником разных отделов Совета. Делегат XVI и XVII съездов ВКП(б).
В 1928—1930 годах — заведующий Совнархозом Москвы. Проживал в Москве по адресу Печатников пер., д.13, кв. 24.
В 1930 году назначен начальником строительства Бобриковского (Сталиногорского) химкомбината (ныне г. Новомосковск Тульской области). 
26 января—10 февраля 1934 года делегат XVII съезда ВКП(б).
С 1934 по 1937 годы — директор Бобриковского химкомбината, строил вторую и третью очередь комбината.
В феврале 1937 года в Сталиногорске был арестован заместитель директора химкомбината по строительству Л. А. Янов-Гринцберг, «как неразоружившийся троцкист». Также были арестованы как  «враги народа» начальник аммиачного завода Д. Т. Трифонов, начальник электроцеха М. С. Постников  и ряд инженеров. Пётр Георгиевич попытался их защитить, однако сам 19 июня 1937 года на бюро горкома ВКП(б) был исключён из партии за то, что «поощрял и выдвигал на высокие посты врагов народа, защищал их от критики».
24 июня 1937 года арестован. Внесен в Сталинский расстрельный список  от 20 августа 1938 г. (список № 1) по 1-й категории («за» Сталин , Молотов). 29 августа 1938 года приговорён ВКВС СССР по обвинению в диверсионной деятельности к расстрелу. Расстрелян в  день вынесения приговора вместе с группой осужденных ВКВС СССР фигурантов Сталинских расстрельных списков от 20.8.1938 г. ( М. Е. Жуков, И. Я. Нестеровский, В. П. Петровский и др.). Место захоронения  — спецобъект НКВД «Коммунарка» под Москвой, захоронен в общей могиле.
Реабилитирован посмертно 1 сентября 1955 года ВКВС СССР.

## Награды
Кавалер ордена Ленина (№ 605) «за выдающиеся заслуги в деле строительства и успешного освоения производства крупнейшего в Союзе ССР химического комбината» (1933). В 2008 году присвоено звание Почётного гражданина города Новомосковск.

## Семья
Сын Юрий Петрович Арутюнянц.

## Память
Пётру Георгиевичу Арутюнянцу установлена мемориальная доска на здании историко-художественного музея в городе Новомосковск. Посмертно присвоено звание Почётного гражданина города (2008).
П. Г. Арутюнянц стал прототипом начальника строительства Назарова в романе Глеба Алексеева «Роза ветров» (1933).

### Сноски
1. ↑  Позднее был арестован и первый секретарь горкома ВКП(б) И. С. Енов как «обер-шеф разоблаченных и арестованных
троцкистов в Сталиногорске». По книге: Седугин В. И. Новомосковск — Очерк истории. — Тула, 2010. — С. 54. — 186 с. Архивировано 5 ноября 2014 года. со ссылкой на газету «Сталиногорская правда»